# Johannes Mauburnus
Johannes Mauburnus oder Jan Mombaer, auch Johannes von Brüssel genannt (* um 1460 in Brüssel; † Januar 1502 in Paris), war ein niederländischer Augustiner-Chorherr, Theologe und Erbauungsschriftsteller.

## Leben und Wirken
Er besuchte die Kathedralschule in Utrecht, wo er u. a. Grammatik und gregorianischen Gesang lernte. Danach trat er in das Augustiner-Chorherrenstift St. Agneten bei Zwolle ein, das der Windesheimer Kongregation angehörte. Hier verfasste er Schriften erbaulichen Inhalts, darunter Venatorium Sanctorum ordinis canonicorum regularium, Scala sacre communionis und das von Anfang an als sein Hauptwerk geltende Rosetum exercitiorum spiritualium et sacrarum meditationum. Nicolaus von Hacqueville, Abt von Livry, bat darum, Mauburnus mit der Leitung einer Windesheimer Gesandtschaft zu betrauen, die den Auftrag hatte, einige Klöster in und um Paris zu reformieren. Das Generalkapitel der Windesheimer Kongregation gab diesem Ersuchen statt und der Abordnung unter Leitung von Johannes Mauburnus gelang die Reform und Reorganisation der Klöster. Mauburnus starb Anfang 1502 (nach anderer Zählung 1503) als Abt von Livry.

## Zur Bedeutung desRosetum
Das Rosetum exercitiorum spiritualium et sacrarum meditationum erschien von 1494 (eventuell bereits 1491) bis 1620 in mindestens fünf, eventuell sechs, Ausgaben in Basel, Paris, Mailand und Douai. Dieses Werk beeinflusste nicht nur die Windesheimer Reformbewegung, sondern war auch Faber Stapulensis, einem Wegbereiter der Reformation in Frankreich, dem deutschen Reformator Martin Luther und Ignatius von Loyola, dem Gründer des Jesuitenordens, bekannt. Faber Stapulensis empfahl das Rosetum und seinen Autor, den er persönlich kannte und als freundlichen, frommen Menschen schilderte, dem Herausgeber der Pariser Ausgabe von 1510. Luther könnte das Rosetum im Augustinereremitenkloster in Erfurt kennengelernt haben, denn er zitierte es in seinen Psalmenvorlesungen von 1513. Ein Morgengebet aus dem Rosetum ist die Quelle für Luthers Morgensegen. Bei Ignatius von Loyola wird vermutet, dass er Anregungen zur Gestaltung frommer Übungen aus dem Rosetum erhielt, die später Eingang in seine Geistlichen Übungen fanden.

## Werke
- Rosetum exercitiorum spiritualium et sacrarum meditationum. Peter van Os, Zwolle 1494 (Digitalisat)